# Гонсалес, Патрисио
Патрисио Гонсалес Фернандес (исп. Patricio González Fernández; 29 апреля 1963, Сан-Себастьян, Испания) — испанский футболист, нападающий, а затем и тренер.
В составе «Леванте» и «Альбасете» становился победителем третьего дивизиона Испании. Затем, в течение четырёх лет играл за клуб «Андорра». В составе «Принсипат» становился лучшим бомбардиром чемпионата Андорры.
С 2004 года по 2010 год возглавлял андоррскую «Сан-Жулию». Вместе с командой становился победителем чемпионата, Кубка и Суперкубка страны.

## Биография

### Карьера игрока
В 1987 году стал игроком «Леванте», который выступал в третьем испанском дивизионе. В сезоне 1988/89 вместе с командой стал победителем турнира, однако во втором дивизионе Гонсалес не сыграл, так как летом перешёл в «Альбасете». В составе клуба провёл лишь один сезон и в его составе вновь стал победителем Сегунды Б.
Летом 1990 года Патрисио Гонсалес стал игроком «Андорры» и выступал в её составе на протяжении четырёх сезонов в Сегунде Б, проведя более ста игр. Затем, испанец перешёл в команду из чемпионата Андорры — «Принсипат». Вместе с командой впервые стал победителем Примера Дивизио, что позволило клубу дебютировать в еврокубках. Сам Гонсалес стал лучшим бомбардиром чемпионата, забив 25 голов. Летом 1997 года дебютировал в еврокубках, в первом квалификационном раунде Кубка УЕФА против шотландского «Данди Юнайтед». По сумме двух игр андоррцы уступили со счётом (0:17). В июле 1998 года провёл две игры в первом отборочном раунде Кубка УЕФА против венгерского «Ференцвароша». В итоге «Принсипат» не прошёл в следующий раунд, уступив со счётом (1:14). В августе 1999 года сыграл в двух играх предварительного раунда Кубка УЕФА против норвежского «Викинга». Андоррцы уступили со счётом (0:18) и покинули турнир.

### Тренерская карьера
В 2004 году испанец в качестве главного тренера возглавил андоррскую «Сан-Жулию». В сезоне 2003/04 команда стала обладателем серебряных медалей чемпионата и финалистом Кубка Андорры. В июне 2004 года клуб принимал участие в первом раунде Кубка Интертото, где проиграл «Смедерево» (0:11). В сентябре 2004 года «Сан-Жулиа» выиграла Суперкубок Андорры обыграв «Санта-Колому» (2:1).
Под руководством Патрисио Гонсалеса «Сан-Жулиа» впервые выиграла чемпионат Андорры в сезоне 2004/05. После этого команда впервые участвовала в Кубке УЕФА, где в первом отборочном раунде уступила бухарестскому «Рапиду» (0:10, по сумме двух матчей). В Суперкубке Андорры 2005 «Сан-Жулиа» уступила «Санта-Коломе» с минимальным счётом (0:1). В сезоне 2005/06 команда вновь стала серебряным призёром Примера Дивизио и полуфиналистом Кубка Андорры. Летом 2006 года «Сан-Жулиа» приняла участие в розыгрыше Кубка Интертото, однако уступила словенскому «Марибору» (0:8).
В сезоне 2006/07 клуб завоевал бронзовые награды чемпионата, а также дошёл до финала Кубка Конституции, где уступил «Санта-Колома» (2:2 основное и 2:4 по пенальти). В июне 2007 года «Сан-Жулиа» участвовала в первом раунде Кубка Интертото и по сумме двух матчей проиграла сараевской «Славии» (4:6). В следующем сезоне команда завоевала второе место в чемпионате, а также впервые стала победителем Кубка Андорры, разгромив в финале «Лузитанс» (6:1). Летом 2008 года клуб снова играл в квалификации Кубка УЕФА, на этот раз команда уступила болгарскому «Черно море» по сумме двух матчей со счётом (0:9). В матче за Суперкубок Андорры 2008 «Сан-Жулиа» потерпела поражение от «Санта-Коломы» (0:3).
Сезон 2008/09 стал успешным для «Сан-Жулии», которая во второй раз в своей истории стала победителем чемпионата. Летом 2009 года команда впервые участвовала в Лиге чемпионов. В первом раунде «Сан-Жулии» попался сан-маринский «Тре Фиори» и андоррцы смогли добиться победы (2:2 по сумме двух матчей и 5:4 в серии пенальти). «Сан-Жулиа» стала первой андоррской командой которая прошла в следующий раунд еврокубков. Во втором раунде клуб проиграл болгарскому «Левски» (0:9). В сентябре 2009 года «Сан-Жулиа» во второй раз выиграла Суперкубок Андорры, победив «Санта-Колому» (2:1).
В сезоне 2009/10 команда завоевала бронзовые медали чемпионата и добилась победы в Кубке Андорры, обыграв «Унио Эспортива Санта-Колома» (1:0). Летом 2010 года «Сан-Жулию» возглавил Даниэль Тремонти и Гонсалес покинул свой пост. Позже, Патрисио Гонсалес стал спортивным директором «Сан-Жулии».

## Достижения

### Как игрок
«Леванте»
- Победитель Сегунды Б (1): 1988/89

«Альбасете»
- Победитель Сегунды Б (1): 1989/90

«Принсипат»
- Чемпион Андорры (1): 1996/97
- Лучший бомбардир чемпионата Андорры (1): 1996/97

### Как тренер
«Сан-Жулиа»
- Чемпион Андорры (2): 2004/05, 2008/09
- Серебряный призёр чемпионата Андорры (3): 2003/04, 2005/06, 2007/08
- Бронзовый призёр чемпионата Андорры (2): 2006/07, 2009/10
- Обладатель Кубка Андорры (2): 2008, 2010
- Финалист Кубка Андорры (3): 2004, 2005, 2007
- Обладатель Суперкубка Андорры (2): 2004, 2009